# Orinocosa aymara
Orinocosa aymara är en spindelart som beskrevs av Chamberlin 1916. Orinocosa aymara ingår i släktet Orinocosa och familjen vargspindlar.
Artens utbredningsområde är Peru. Inga underarter finns listade i Catalogue of Life.